# Rafael Mas i Ripoll
Rafael Mas i Ripoll (Barcelona, 1876 - Llagostera, 9 de gener de 1956) fou un pintor, músic i escriptor que passà la major part de la seva vida a Llagostera. Fou el primer director de l'Escola de Belles Arts de Llagostera a partir de la seva creació el 1903, que treballà al costat del mossèn i pintor Josep Gelabert i Rincón. D'aquesta escola en sortiren diversos pintors, com Emili Vilà i Gorgoll o Pere Mayol i Borrell, entre d'altres.

## Biografia
Va estudiar a Barcelona, al costat del seu germà Casimiro. Després de fer la mili va demanar una plaça vacant d'escrivent a l'Ajuntament de Llagostera. Esdevingué secretari interí i secretari contador de l'Ajuntament l'1 d'abril de 1902, una tasca que va fer fins al 8 de febrer de 1903. Va guanyar unes oposicions a professor de l'Escola Menor de Belles Arts de Puigcerdà, que intercanvià per una plaça a l'Escola de Belles Arts de Llagostera, una tasca que continuà fins al 1948.
El 13 de febrer de 1904 es casà amb Camila Coris Vidal, amb qui tingué els fills Casimiro i Alejandra.
A mitjans del 1910 va fer fer el disseny de l'escut del municipi. Llagostera el va nomenar fill adoptiu insigne el 8 d'agost del 1948. El seu llibre Coses de Llagostera, il·lustrat per Pere Companyó, és un retrat significatiu del municipi al principi del segle xx.

## Poesia
"A MA FILLA ALEXANDRA
Jo tinc una nina / que sols té quinze anys / no sap qua son penes / ni dols ni afanys.
Sóc papelló lliure! / ella va cridant / el món una joia / la vida un encant.
Corrent per la prada / floretes cercant / al pit una rosa / a la boca un bell cant,
Al ball de la placa / sardanes dansant / no's troba mal lassa / puix sois té quinze anys.
Setembre del 1923"